# Wahl zur Nordirland-Versammlung 2016
- PBPA: 2
- SF: 28
- SDLP: 12
- Alliance: 8
- GPNI: 2
- Unabh.: 1
- UUP: 16
- DUP: 38
- TUV: 1

- SF: 4
- Unabh.: 1
- DUP: 5

- Nationalisten: 40
- Andere: 12
- Unionisten: 56

Die Wahl zur Nordirland-Versammlung 2016 fand am 5. Mai 2016 statt, am selben Tag wie auch die Wahlen des Bürgermeisters von London sowie die des Parlaments von Schottland und der walisischen Nationalversammlung.
Im Ergebnis verloren die beiden großen irisch-republikanischen Parteien Sinn Féin und die SDLP ein bzw. zwei Parlamentsmandate. Stimmenstärkste Partei Nordirlands blieb weiterhin die Democratic Unionist Party (DUP). Die Grüne Partei Nordirlands gewann ein zweites Mandat hinzu und zwei Abgeordnete der linkssozialistischen People Before Profit Alliance wurden erstmals in die Nordirland-Versammlung gewählt. Die Sitzverteilung blieb im Großen und Ganzen jedoch weitgehend unverändert.

## Vorgeschichte
Die Politik in Nordirland ist seit dem Karfreitagsabkommen von 1998 durch einen Zwangs-Konsens geprägt. Die Regionalregierung wird von Unionisten und irischen Republikanern, also Vertretern von Parteien, die völlig gegensätzliche Ziele verfolgen, gebildet. Das Karfreitagsabkommen sah eine solche paritätische Beteiligung aller in der Nordirland-Versammlung vertretenen politischen Parteien vor. Einer reinen Mehrheitsregierung wurde bewusst eine Absage erteilt, da dies wahrscheinlich bedeutet hätte, dass die protestantisch-unionistische Mehrheit über die katholisch-republikanische Minderheit geherrscht hätte, wie das lange Jahrzehnte der Geschichte Nordirlands hindurch der Fall gewesen war. Dieser verordnete Zwangs-Konsens hat zwar zu einer Befriedung Nordirlands geführt, er hat aber verschiedene Nachteile. Zum einen gibt es keine klare Trennung von Regierung und Opposition – nahezu alle politischen Parteien sind auch in der Regierung vertreten. Zum anderen wurde die Regierungsarbeit in der Vergangenheit häufig gelähmt, da die politischen Positionen der Kabinettsmitglieder zu unvereinbar waren.
Seit der letzten Wahl amtierten Peter Robinson (Democratic Unionist Party, DUP) als Erster Minister von Nordirland und Martin McGuinness (Sinn Féin) als sein Stellvertreter.
Im August/September 2015 kam es in Zusammenhang mit der Ermordung Kevin McGuigan, eines ehemaligen IRA-Mitglieds, in Belfast am 12. August 2015 zu einer Regierungskrise in Nordirland. Kevin McGuigan war einer der Verdächtigen für den Mord an dem Ex-IRA-Mann Gerard Davison, ebenfalls in Belfast am 5. Mai desselben Jahres. Die nordirische Polizei äußerte die Vermutung, dass der Mord an McGuigan auf das Konto der Provisional IRA (kurz: IRA) gehe. Diese habe damit die persönlich motivierte Mordtat an Davison disziplinarisch ahnden wollen. Dies war insofern eine brisante Vermutung, weil die Provisional IRA als Organisation seit dem Karfreitagsabkommen eigentlich offiziell nicht mehr existiert und als aufgelöst gilt. Unionistische Politiker sahen sich in ihren Befürchtungen bestätigt, dass weiterhin republikanische Terror-Netzwerke im Untergrund in Nordirland existierten. Sinn Féin, die als politischer Arm der IRA galt, bestritt, dass die Provisional IRA weiterhin existiere. Daraufhin erklärte die Ulster Unionist Party (UUP), die mit einem Kabinettsmitglied (Danny Kennedy) dort vertreten war, am 29. August 2015 ihren Rückzug aus der gemeinsamen nordirischen Regierung. Sie könne unter diesen Umständen nicht weiter mit Sinn Féin zusammenarbeiten. Am 10. September 2015 traten auch die drei DUP-Minister einschließlich des Ersten Ministers Peter Robinson aus Protest von ihren Ämtern zurück. Die einzig verbleibende DUP-Ministerin im Kabinett war Arlene Foster, die vorübergehend zusätzlich auch das Amt des First Ministers übernahm. Das Verbleiben Fosters im Kabinett begründete die DUP damit, dass man das Amt des First Ministers nicht Sinn Féin überlassen wolle. Vom 20. Oktober 2015 bis 11. Januar 2016 amtierte Robinson wieder vorübergehend als Erster Minister und übergab das Amt anschließend endgültig an Arlene Foster.

Nordirische Spitzenpolitiker
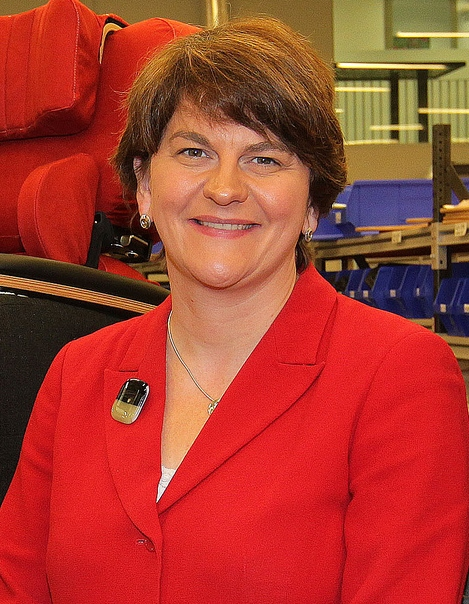
Arlene Foster DUP
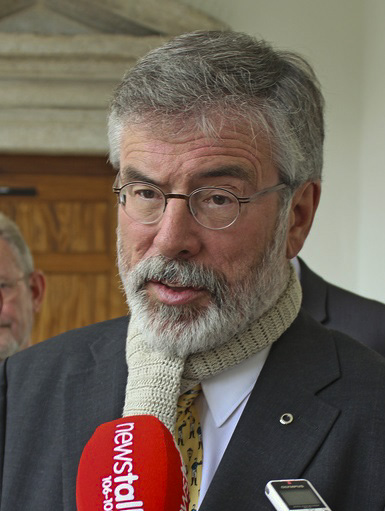
Gerry Adams Sinn Féin
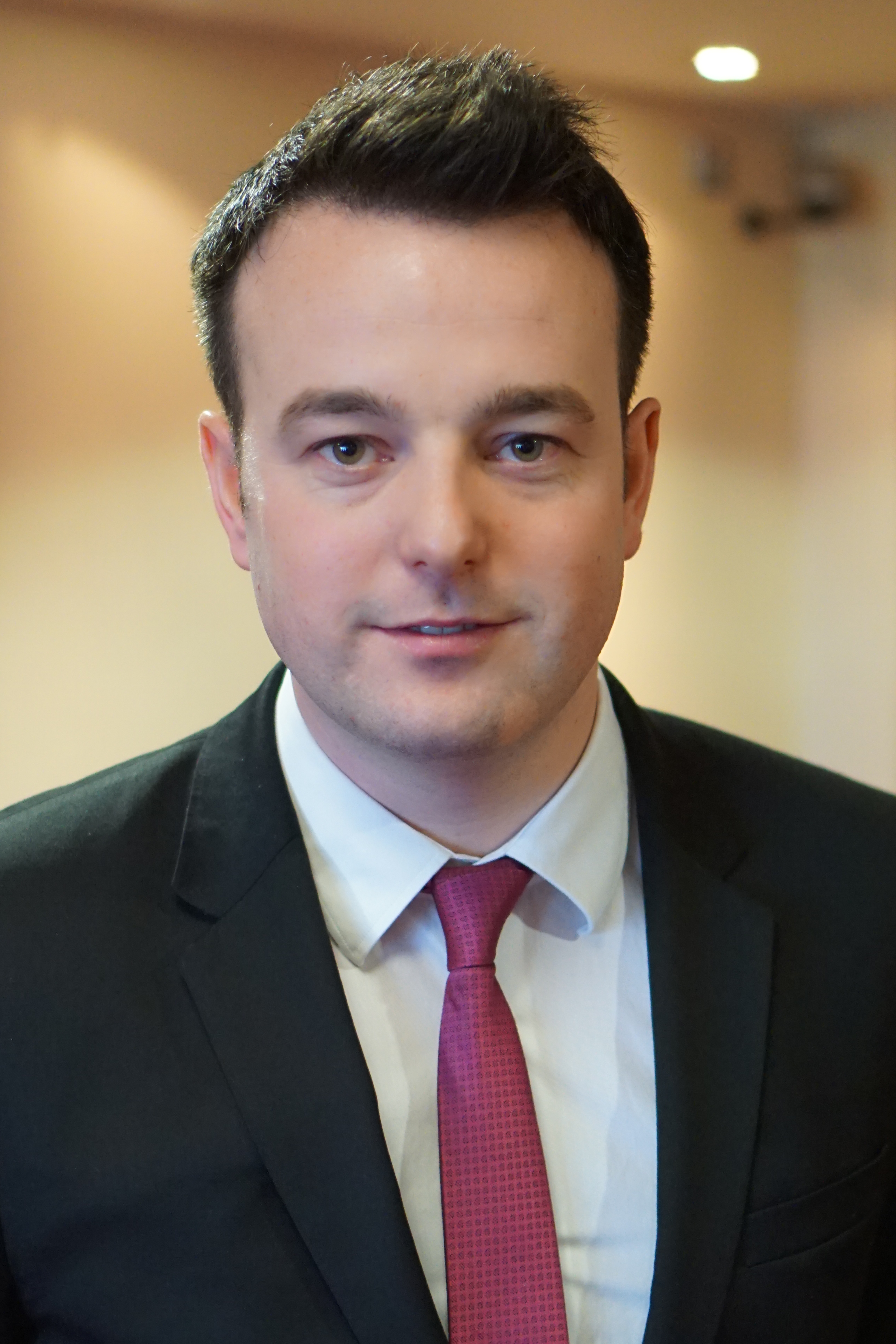
Colum Eastwood SDLP
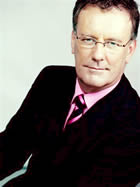
Mike Nesbitt UUP
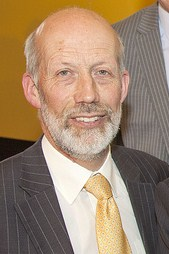
David Ford Alliance
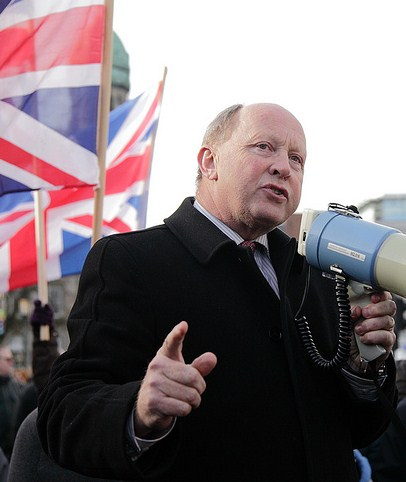
Jim Allister TUV

## Wahltermin
Die Legislaturperiode für die Nordirland-Versammlung betrug ursprünglich vier Jahre. Da die letzte Wahl im Jahr 2011 stattfand, hätte die folgende Wahl eigentlich im Jahr 2015 stattfinden sollen. Der Wahltermin kollidierte jedoch mit dem Wahltermin der Wahl zum Unterhaus, der seit dem Fixed-term Parliaments Act 2011 auf den ersten Donnerstag im Mai, alle 5 Jahre, festgelegt ist. Da es Einwände gab, beide Wahlen, die nach unterschiedlichem Wahlrecht abgehalten werden, so dicht aufeinander abzuhalten, wurde der Wahltermin um ein Jahr auf den 5. Mai 2016 verschoben. Die Legislaturperiode wurde auch für zukünftige Wahlen auf fünf Jahre festgesetzt.
Im Februar 2016 mehrten sich die Anzeichen, dass das von Premierminister Cameron in Aussicht gestellte landesweite Referendum über die Mitgliedschaft des Vereinigten Königreichs in der Europäischen Union schon im Juni 2016 stattfinden würde. Dagegen sprachen sich nicht nur die First Minister der drei Landesteile Nordirland (Arlene Foster), Schottland (Nicola Sturgeon) und Wales (Carwyn Jones) aus, sondern auch die nordirischen Parteien DUP und die SDLP. Das Hauptargument gegen den Juni-Termin war die Sorge, dass die Themen aus der Politik Nordirlands mit den Themen der EU-Politik in nicht wünschenswerter Weise vermischt würden. Den Wählern könnte außerdem der unterschiedliche Wahlmodus zur Nordirland-Versammlung und beim Referendum Schwierigkeiten bereiten. Ungeachtet dessen legte Premierminister Cameron den Termin des Referendums auf den 23. Juni 2016 fest.

## Ende der Doppelmandate
Mit dem Northern Ireland (Miscellaneous Provisions) Act 2014 wurde der Praxis der doppelten Mandate, die es erlaubten, dass ein in die Nordirland-Versammlung gewählter Abgeordneter auch gleichzeitig einem anderen Parlament (dem britischen Unterhaus oder dem Dáil Éireann der Republik Irland) angehören konnte, ein Ende gesetzt. Dies ist in Zukunft nicht mehr möglich.

## Politische Positionen der Parteien
In der folgenden Tabelle sind die wesentlichen politischen Standpunkte der nordirischen Parteien zusammengefasst. Hauptunterscheidungsmerkmal ist der Standpunkt in Bezug auf die staatliche Zugehörigkeit Nordirlands, der zumeist entlang der Konfessionsgrenzen verläuft. „Republikanische“ (katholische) Parteien favorisieren den Anschluss an die Republik Irland, „unionistische“ (protestantische) Parteien wollen weiter im Verbund des Vereinigten Königreichs bleiben.
| Partei                             | Kürzel   | Programmatik |
| ---------------------------------- | -------- | --- |
| Democratic Unionist Party          | DUP      | Die DUP wurde durch den radikal-unionistischen protestantischen Pfarrer Ian Paisley auf dem Höhepunkt des Nordirland-Konflikts in den 1970er Jahren gegründet. Sie war ursprünglich gegen das Karfreitagsabkommen. Nach der Einrichtung der Nordirland-Versammlung stieg sie vor allem auf Kosten der UUP zur stimmenstärksten Partei Nordirlands auf. Die DUP vertritt kompromisslos unionistische Standpunkte und hat sich für einen Austritt des Vereinigten Königreichs aus der EU ausgesprochen |
| Ulster Unionist Party              | UUP      | Die UUP war lange Zeit die größte unionistische Partei und war führender Verhandlungspartner auf protestantisch-unionistischer Seite bei der Aushandlung der Karfreitagsabkommens. Nach Einrichtung der Nordirland-Versammlung 1997 verlor sie viele Wähler an die radikalere DUP. |
| Sinn Féin                          | SF       | SF ist die einzige größere Partei, die sowohl in der Republik Irland, als auch in Nordirland aktiv ist. Sie vertritt einen entschiedenen irischen Republikanismus und galt früher als politischer Arm der Terrororganisation IRA. Bis heute nimmt SF zwar an Unterhauswahlen teil, ihre gewählten Abgeordneten nehmen jedoch ihre Sitze in Westminster nicht ein, da sie sich weigern den Treueeid auf die britische Krone zu leisten. SF versteht sich als sozialistische, „linke“ Partei.          |
| Social Democratic and Labour Party | SDLP     | Die SDLP war auf katholisch-republikanischer Seite die führende Partei bei der Aushandlung des Karfreitagsabkommens. Nach Inkrafttreten desselben 1997 verlor sie zunehmend Wähler an die radikalere Sinn Féin. Programmatisch hat die SDLP viele Ähnlichkeiten zur britischen Labour Party. |
| Alliance Party of Northern Ireland | Alliance | Die Alliance ist eine der wenigen größeren Parteien, die erklärtermaßen überkonfessionell ist. In der Frage der staatlichen Zugehörigkeit Nordirlands nimmt sie einen indifferenten Standpunkt ein und will sich diesbezüglich nach dem Mehrheitswillen der Bevölkerung richten. Sie hat enge Beziehungen zu den britischen Liberal Democrats. Ihr Wählerschwerpunkt liegt vor allem in Belfast. |
| Traditional Unionist Voice         | TUV      | TUV entstand im Jahr 2007 als radikale Abspaltung der DUP. Die Partei möchte den bisherigen durch das Karfreitagsabkommen verordneten „Zwangs-Konsens“ beenden, da dieser auf Kosten der protestantischen Seite ginge. |
| Green Party in Northern Ireland    | GPNI     | Die GPNI hat bisher keine größere politische Bedeutung in der Politik Nordirlands erlangt. Sie arbeitet eng mit den grünen Parteien in England und Wales sowie Schottland zusammen, tritt jedoch für den Anschluss Nordirlands an die Republik Irland ein. |
| United Kingdom Independence Party  | UKIP     | UKIP ist eine der wenigen gesamtbritischen Parteien, die in Nordirland kandidieren. Bisher war der Einfluss von UKIP gering. Hauptthema ist der angestrebte Austritt aus der Europäischen Union. Ansonsten vertritt die Partei unionistische Standpunkte. |

## Ergebnis

### Landesweites Ergebnis

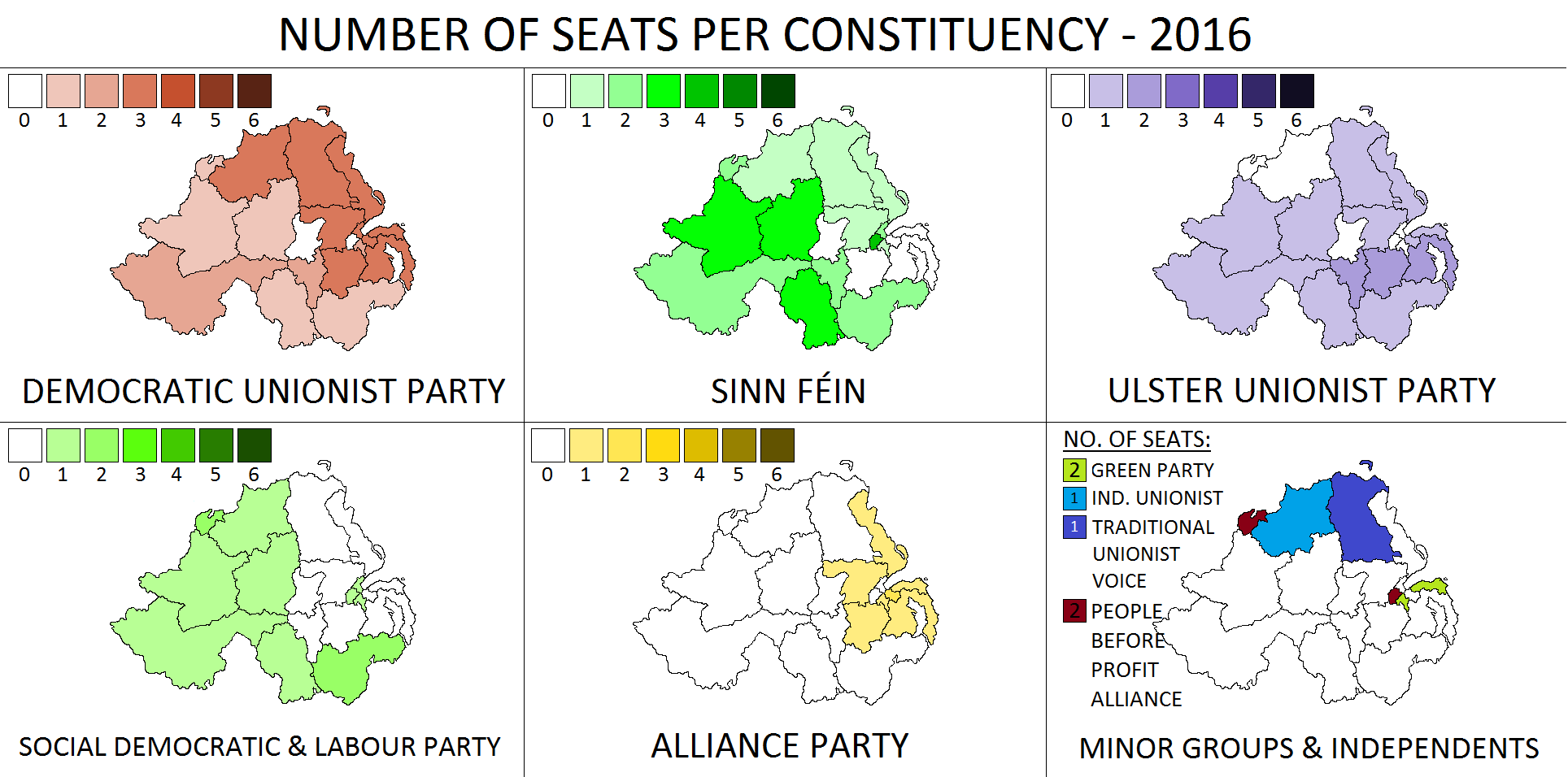
Zahl der in den 18 Wahlkreisen errungenen Parlamentssitze nach Parteien

In jedem der 18 Wahlkreise wurden 6 Abgeordnete gewählt. Die Farben der Kästchen repräsentieren die Parteizugehörigkeit.

|                                               | DUP                                           | Arlene Foster                                 | 202.567   | 29,2 %  | ▼ 0,8 % | 38  | ▬   | 35,2 %  |
|                                               | Sinn Féin                                     | Gerry Adams                                   | 166.785   | 24,0 %  | ▼ 2,9 % | 28  | ▼ 1 | 25,9 %  |
|                                               | UUP                                           | Mike Nesbitt                                  | 87.302    | 12,6 %  | ▼ 0,6 % | 16  | ▬   | 14,8 %  |
|                                               | SDLP                                          | Colum Eastwood                                | 83.364    | 12,0 %  | ▼ 2,2 % | 12  | ▼ 2 | 11,1 %  |
|                                               | Alliance                                      | David Ford                                    | 48.447    | 7,0 %   | ▼ 0,7 % | 8   | ▬   | 7,4 %   |
|                                               | Greens                                        | Steven Agnew                                  | 18.718    | 2,7 %   | ▲ 1,8 % | 2   | ▲1  | 1,9 %   |
|                                               | PBPA                                          | Eamonn McCann                                 | 13.761    | 2,0 %   | ▲ 1,2 % | 2   | ▲2  | 1,9 %   |
|                                               | TUV                                           | Jim Allister                                  | 23.776    | 3,4 %   | ▲ 0,9 % | 1   | ▬   | 0,9 %   |
|                                               | UKIP                                          | Nigel Farage                                  | 10.109    | 1,5 %   | ▲ 0,8 % | 0   | ▬   | 0,0 %   |
|                                               | PUP                                           | Billy Hutchinson                              | 5.955     | 0,9 %   | ▲ 0,3 % | 0   | ▬   | 0,0 %   |
|                                               | Conservatives                                 | David Cameron                                 | 2.554     | 0,4 %   | ▲ 0,4 % | 0   | ▬   | 0,0 %   |
|                                               | CISTA                                         | Paul Birch                                    | 2.510     | 0,4 %   | ▲ 0,4 % | 0   | ▬   | 0,0 %   |
|                                               | Labour Alternative                            | Owen McCracken                                | 1.939     | 0,3 %   | ▲ 0,3 % | 0   | ▬   | 0,0 %   |
|                                               | Labour in NI                                  | Kathryn Johnston                              | 1.577     | 0,2 %   | ▲ 0,2 % | 0   | ▬   | 0,0 %   |
|                                               | Workers’ Party                                | John Lowry                                    | 1.565     | 0,2 %   | ▬ 0,0 % | 0   | ▬   | 0,0 %   |
|                                               | South Belfast Unionists                       | William Dickson                               | 351       | 0,0 %   | ▬ 0,0 % | 0   | ▬   | 0,0 %   |
|                                               | Animal Welfare                                | Vanessa Hudson                                | 224       | 0,0 %   | ▬ 0,0 % | 0   | ▬   | 0,0 %   |
|                                               | Democracy First                               | Frazer McCammond                              | 124       | 0,0 %   | ▬ 0,0 % | 0   | ▬   | 0,0 %   |
|                                               | Northern Ireland First                        | Geoff Dowey                                   | 32        | 0,0 %   | ▬ 0,0 % | 0   | ▬   | 0,0 %   |
|                                               | Unabhängige                                   | Unabhängige                                   | 22.650    | 3,3 %   | ▲ 0,9 % | 1   | ▬   | 0,9 %   |
| Gültige Stimmen                               | Gültige Stimmen                               | Gültige Stimmen                               | 694.310   | 100,0 % |         | 108 |     | 100,0 % |
| Ungültige Stimmen                             | Ungültige Stimmen                             | Ungültige Stimmen                             | 9.434     |         |         |     |     |         |
| Abgegebene Stimmen                            | Abgegebene Stimmen                            | Abgegebene Stimmen                            | 703.744   |         |         |     |     |         |
| Zahl der Wahlberechtigten und Wahlbeteiligung | Zahl der Wahlberechtigten und Wahlbeteiligung | Zahl der Wahlberechtigten und Wahlbeteiligung | 1.281.595 | 54,9 %  |         |     |     |         |

Hinsichtlich der Sitzverteilung ergaben sich Änderungen in 6 der 18 Wahlkreise: Belfast South (DUP +1 Sitz, UUP -1 Sitz, SDLP -1 Sitz, Grüne +1 Sitz), Belfast West (SF -1, PAPA +1), Fermanagh and South Tyrone (SDLP +1, SF -1), Foyle (SDLP -1, PAPA +1), Lagan Valley (DUP -1, UUP +1), Upper Bann (SF +1, SDLP -1).

### Stimmen erster Präferenz nach Wahlkreisen
In der folgenden Tabelle sind die Stimmen erster Präferenz in Prozent nach Wahlkreisen und Parteien aufgelistet. Die jeweils stimmenstärkste Partei ist farbig unterlegt.
| Wahlkreis                | DUP  | SF   | UUP  | SDLP | Alliance | TUV  | Green | PBPA | UKIP | PUP | Andere | Gesamt |
| ------------------------ | ---- | ---- | ---- | ---- | -------- | ---- | ----- | ---- | ---- | --- | ------ | ------ |
| Belfast East             | 36,7 | 2,5  | 11,1 | 0,4  | 28,7     | 2,4  | 5,9   | 0,0  | 1,7  | 4,8 | 5,8    | 100    |
| Belfast North            | 35,0 | 26,5 | 5,4  | 10,6 | 7,0      | 1,8  | 2,2   | 3,5  | 2,1  | 3,4 | 2,6    | 100    |
| Belfast South            | 22,0 | 14,2 | 6,7  | 20,0 | 16,4     | 1,3  | 9,6   | 0,0  | 2,2  | 1,2 | 6,4    | 100    |
| Belfast West             | 10,4 | 54,5 | 1,8  | 7,3  | 0,8      | 0,0  | 0,9   | 22,9 | 0,0  | 0,0 | 1,5    | 100    |
| East Antrim              | 36,1 | 8,1  | 20,2 | 3,8  | 14,6     | 5,1  | 2,1   | 0,0  | 6,8  | 1,4 | 1,7    | 100    |
| East Londonderry         | 36,8 | 21,8 | 8,3  | 9,5  | 3,7      | 3,5  | 1,3   | 0,0  | 0,8  | 3,9 | 10,5   | 100    |
| Fermanagh & South Tyrone | 32,7 | 40,0 | 12,8 | 8,5  | 1,1      | 2,5  | 1,9   | 0,0  | 0,0  | 0,0 | 0,6    | 100    |
| Foyle                    | 11,9 | 28,5 | 3,6  | 30,0 | 0,6      | 0,0  | 0,4   | 10,5 | 0,0  | 0,0 | 14,6   | 100    |
| Lagan Valley             | 47,2 | 2,7  | 21,2 | 7,5  | 9,5      | 3,3  | 2,9   | 0,0  | 2,0  | 0,0 | 3,7    | 100    |
| Mid Ulster               | 18,1 | 46,7 | 11,9 | 15,2 | 1,2      | 4,6  | 0,9   | 0,0  | 0,6  | 0,0 | 0,8    | 100    |
| Newry & Armagh           | 16,7 | 40,9 | 14,1 | 18,2 | 1,0      | 0,0  | 0,7   | 0,0  | 0,7  | 0,0 | 7,6    | 100    |
| North Antrim             | 43,1 | 12,9 | 10,7 | 7,5  | 3,2      | 17,9 | 1,3   | 0,0  | 2,5  | 0,0 | 0,8    | 100    |
| North Down               | 41,7 | 1,0  | 15,5 | 1,3  | 16,8     | 1,9  | 12,7  | 0,0  | 2,1  | 0,0 | 7,0    | 100    |
| South Antrim             | 37,5 | 13,2 | 22,2 | 9,6  | 8,9      | 3,8  | 1,7   | 0,0  | 1,6  | 0,0 | 1,6    | 100    |
| South Down               | 12,3 | 31,1 | 8,5  | 31,4 | 5,4      | 6,6  | 2,0   | 0,0  | 0,0  | 0,0 | 2,8    | 100    |
| Strangford               | 43,0 | 2,0  | 19,5 | 8,3  | 10,7     | 4,3  | 2,8   | 0,0  | 2,3  | 0,0 | 6,9    | 100    |
| Upper Bann               | 31,1 | 24,9 | 21,6 | 9,5  | 3,1      | 2,6  | 1,1   | 0,0  | 2,3  | 1,5 | 2,3    | 100    |
| West Tyrone              | 22,0 | 42,0 | 11,4 | 11,0 | 1,3      | 0,0  | 1,2   | 0,0  | 0,0  | 0,0 | 11,1   | 100    |
| Nordirland gesamt        | 29,2 | 24,0 | 12,6 | 12,0 | 7,0      | 3,4  | 2,7   | 2,0  | 1,5  | 0,9 | 4,8    | 100    |

## Regierungsbildung
Am 25. Mai 2016 wurde die personelle Zusammensetzung der neuen nordirischen Regionalregierung bekanntgegeben. Die gesetzlichen Bestimmungen sehen vor, dass die Ministerposten nach dem D’Hondt-Verfahren auf die in der Nordirland-Versammlung vertretenen Parteien vergeben werden. Demnach hätten DUP, Sinn Féin, SDLP und UUP Anspruch auf Ministerposten gehabt, während die Alliance Party mit ihren 8 Sitzen und die kleineren Parteien formal keinen Anspruch gehabt hätten. Jedoch entschieden sich sowohl die SDLP, als auch die UUP, keinen Ministerposten zu beanspruchen, sondern stattdessen in die Opposition zu gehen – ein Novum in der Geschichte der Nordirland-Versammlung.
Zu einer Kontroverse kam es bei der Frage der Besetzung des wichtigen Justizressorts, das DUP und Sinn Féin der jeweils anderen Partei nicht überlassen wollten. Dieses Ressort war zuvor von David Ford (Alliance) besetzt worden, dem es jetzt erneut angeboten wurde. Die Alliance Party präsentierte jedoch eine Liste von fünf Bedingungen, deren Erfüllung sie verlangte, bevor sie sich an der Regierung beteiligte. Am 18. Mai 2016 warnte die Ministerin für Nordirland Theresa Villiers, dass Neuwahlen gesetzlich vorgeschrieben seien, wenn die Regierung nicht zum 25. Mai 2016 vollständig gebildet worden sei. Auch der Parteiführer von Sinn Féin, Martin McGuinness äußerte sich besorgt. Letztlich lehnte die Alliance Party die Übernahme des Justizressorts zu den angebotenen Bedingungen ab. Am 25. Mai 2016 wurde buchstäblich in letzter Minute eine Einigung erzielt, nach der die im Wahlkreis East Londonderry gewählte unabhängige Unionistin Claire Sugden das Justizressort übernahm. Auch Sinn Féin war mit dieser Personalentscheidung einverstanden. Unzufrieden äußerten sich die SDLP, die Sinn Féin vorwarf, dem Druck seitens der DUP nachgegeben zu haben, sowie die UUP, die von einer „Korruption des Karfreitagsabkommens“ sprach und ihre Verwunderung äußerte, dass eine einzelne parteilose Abgeordnete einen Ministerposten bekomme. Die beiden Abgeordneten der Grünen lehnten eine Regierungsbeteiligung ab, solange sie dabei nicht auch ihre politische Agenda umsetzen könnten.
| Amt                                                  | Name                | Partei | Partei                 |
| ---------------------------------------------------- | ------------------- | ------ | ---------------------- |
| Erste Ministerin                                     | Arlene Foster       |        | DUP                    |
| Stellvertretender Erster Minister                    | Martin McGuinness   |        | Sinn Féin              |
| Landwirtschaft, Umwelt und ländliche Angelegenheiten | Michelle McIlveen   |        | DUP                    |
| Erziehung                                            | Peter Weir          |        | DUP                    |
| Wirtschaft                                           | Simon Hamilton      |        | DUP                    |
| Soziale Gemeinschaften (Communities)                 | Paul Givan          |        | DUP                    |
| Finanzen                                             | Máirtín Ó Muilleoir |        | Sinn Féin              |
| Gesundheit                                           | Michelle O’Neill    |        | Sinn Féin              |
| Justiz                                               | Claire Sugden       |        | unabhängige Unionistin |
| Infrastruktur                                        | Chris Hazzard       |        | Sinn Féin              |